# Paraliparis skeliphrus
Paraliparis skeliphrus és una espècie de peix pertanyent a la família dels lipàrids.

## Descripció
- La femella fa 7 cm de llargària màxima.[5]

## Hàbitat
És un peix marí i batipelàgic que viu entre 1.400 i 1.475 m de fondària.

## Distribució geogràfica
Es troba al Pacífic sud-oriental: davant les costes d'Antofagasta (Xile).

## Observacions
És inofensiu per als humans.